# Пенфілд (Іллінойс)
Пенфілд (англ. Penfield) — переписна місцевість (CDP) в США, в окрузі Шампейн штату Іллінойс. Населення — 151 особа (2020).

## Географія
Пенфілд розташований за координатами 40°18′17″ пн. ш. 87°56′40″ зх. д. / 40.30472° пн. ш. 87.94444° зх. д. (40.304700, -87.944307).  За даними Бюро перепису населення США в 2010 році переписна місцевість мала площу 0,67 км², уся площа — суходіл.

## Демографія
Згідно з переписом 2010 року, у переписній місцевості мешкали 193 особи в 79 домогосподарствах у складі 50 родин. Густота населення становила 290 осіб/км².  Було 86 помешкань (129/км²).
Расовий склад населення:
| - 96,9 % — білих - 1,0 % — азіатів - 0,5 % — чорних або афроамериканців |

До двох чи більше рас належало 1,6 %. Частка іспаномовних становила 1,0 % від усіх жителів.
За віковим діапазоном населення розподілялося таким чином: 24,9 % — особи молодші 18 років, 63,2 % — особи у віці 18—64 років, 11,9 % — особи у віці 65 років та старші. Медіана віку мешканця становила 40,1 року. На 100 осіб жіночої статі у переписній місцевості припадало 94,9 чоловіків;  на 100 жінок у віці від 18 років та старших — 85,9 чоловіків також старших 18 років.
Середній дохід на одне домашнє господарство  становив 58 153 долари США (медіана — 61 042), а середній дохід на одну сім'ю — 69 909 доларів (медіана — 70 625). За межею бідності перебувало 1,9 % осіб, у тому числі 0,0 % дітей у віці до 18 років та 7,9 % осіб у віці 65 років та старших.
Цивільне працевлаштоване населення становило 95 осіб. Основні галузі зайнятості: мистецтво, розваги та відпочинок — 28,4 %, освіта, охорона здоров'я та соціальна допомога — 18,9 %, будівництво — 16,8 %, транспорт — 15,8 %.